# Intermeat

Logo der InterMeat

Die InterMeat war eine internationale Fachmesse für Fleisch- und Wurstwaren in Düsseldorf.
Im Jahr 2012 besuchten 4.816 Fachbesucher die 145 Aussteller aus 14 Ländern auf der
4.481 m² großen Ausstellungsfläche.
Die für 2014 geplante Ausgabe, die vom 21. bis 23. September 2014 stattfinden sollte, wurde abgesagt.

## Thematische Schwerpunkte
Die deutschen und internationalen Aussteller präsentierten dem Fachpublikum die neusten Trends und Entwicklungen in den Bereichen
- Fleisch
- Wurst
- Fertigprodukte auf Fleischbasis
- Feinkost
- Delikatessen
- Gewürze und Marinaden
- Biologisch erzeugte Produkte
- Technik, Ausstattung und Dienstleistungen
- Rückverfolgbarkeit des Rohstoffs Fleisch

Die Messe zählte bei den Fachbesuchern zu einer der bedeutendsten weltweit.
Die InterMeat wurde alle zwei Jahre, im Wechsel mit der Anuga in Köln, von der Messe Düsseldorf GmbH auf dem Düsseldorfer Messegelände zusammen mit der InterCool (internationale Fachmesse für Tiefkühlkost, Speiseeis und Technik) und der InterMopro (Internationale Fachmesse für Molkereiprodukte) veranstaltet.
Träger waren der Bundesverband Molkereiprodukte, der Milchindustrie-Verband, das Deutsche Tiefkühlinstitut und der Bundesverband der deutschen Fleischwarenindustrie.